# Jochen Lettmann
Jochen Lettmann (n. 10 aprilie 1969, Duisburg, Germania) este un canoist ce a reprezentat Germania, medaliat olimpic. A participat la 2 ediții ale Jocurilor Olimpice (1992, 1996) în care a câștigat o medalie de bronz.